# リー・ド・フォレスト
リー・ド・フォレスト（Lee De Forest、1873年8月26日 - 1961年6月30日）は、180以上の特許を取得したアメリカの発明家、電気・電子技術者。三極管の発明者として名高く、電子工学の発展に寄与したことから、エレクトロニクス時代の父と呼ばれる一人である。また、映画に音声をもたらした基本的発明の1つもド・フォレストのものである。
いくつかの特許訴訟に関わり、特許料収入のかなりの部分は弁護料に消えた。4度結婚し、25の会社を起業した。ビジネスパートナーに騙されたことがあり、自身も詐欺で訴えられたことがあるが、無罪となった。
IEEEの前身の1つである無線学会 (IRE) の創設メンバーの1人である。

## 前半生
1873年、アイオワ州カウンシルブラフスに生まれる。父は会衆派教会の牧師で、息子にも聖職者の道を歩んで欲しいと思っていた。父がアラバマ州タラディーガにあるアフリカ系アメリカ人の学校タラディーガ・カレッジの学長に就任したため、少年期をタラディーガで過ごした。白人の住民の多くは、黒人を教育しようとする彼の父に対して憤慨していた。そのためアフリカ系アメリカ人の子供たちしか遊び相手がいなかった。同年代の子供と打ち解けられずに、いつも図書室にこもり、特許庁の報告書を読んでいた。このことからもすでに幼少のころから発明に対する関心が窺える。
マサチューセッツ州の中高一貫学校で学んだが、周りに溶け込めず、同級生からサル顔と呼ばれた。1893年、コネチカット州にあるイェール大学のシェフィールド科学学部 (en) 機械工学科に入学した。朝4時に起床し、芝刈りのアルバイトをするなど、苦学生ではあったが成績はきわめて優秀だった。好奇心が強く、イェール大学キャンパスの電気系統をいじって全体を停電させてしまい、停学になった。ただし、後に許されて無事に卒業している。大学時代にクラスの投票で一番の嫌われ者に選ばれるが気にしなかったそうだ。このころから機械やゲームを発明し、その収入を授業料の一部に充てていた。1896年、学士号を取得。その後もイェール大学の大学院に残り、電波についての論文で1899年に Ph.D. を取得した。

### 三極管の発明

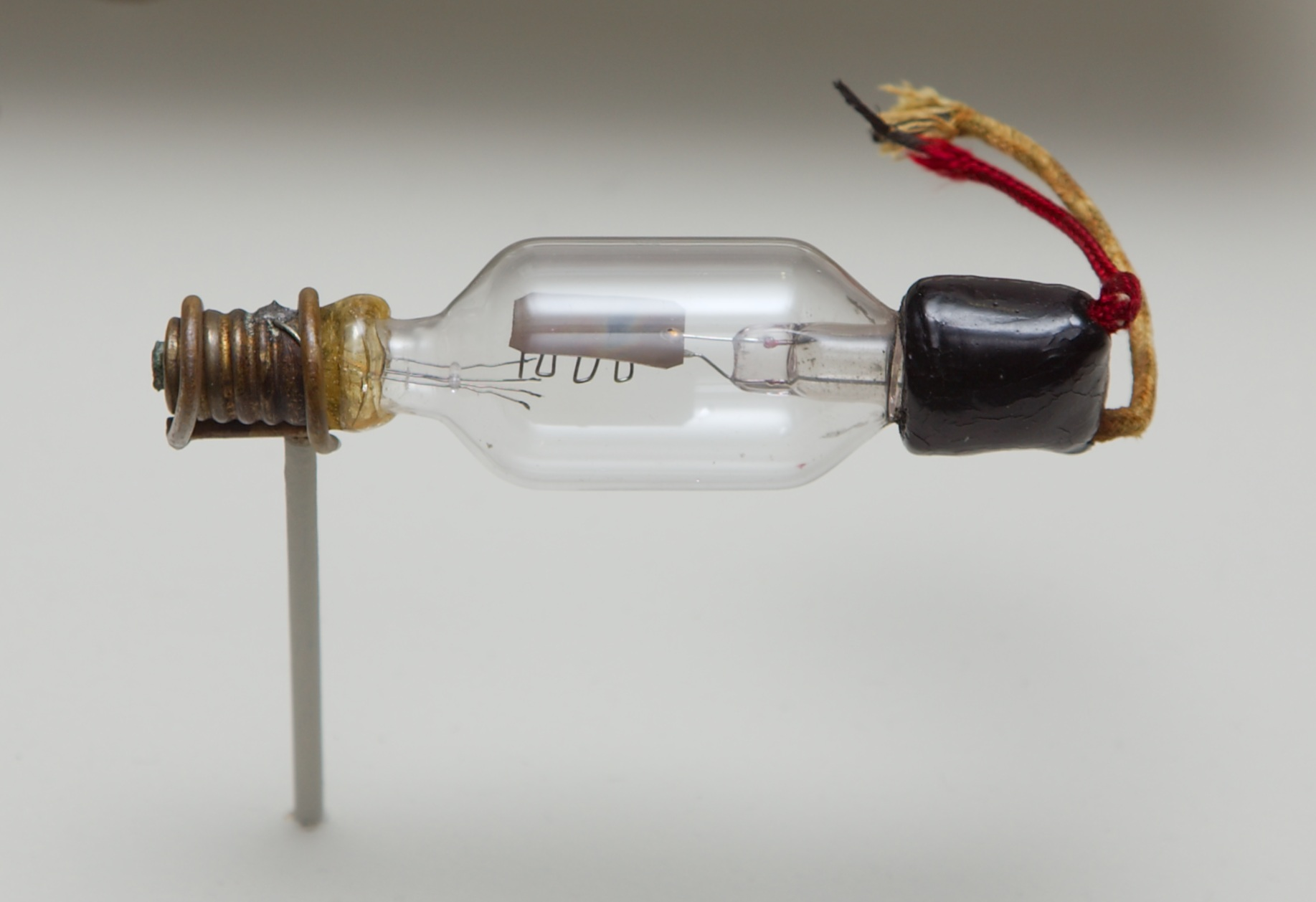
ド・フォレストのオーディオン管(1906)

マルコーニの発明した無線電信に興味を惹かれ、グリエルモ・マルコーニに宛て就職を依頼する手紙を書くが返事は来なかった。イリノイ工科大学の前身の1つである研究機関 (Armour Institute of Technology) で研究員として働くようになり、無線、燃焼ガスと放電の関係、電波検出器などを研究した。1906年に三極管の一種であるオーディオン管を発明。さらに無線電信の受信機の改良も行った。
1906年1月、電波検出器として機能する二極管（いわゆる検波管）の特許を出願。ジョン・フレミングが1904年に発明した二極管「フレミング管」（w:Fleming valve）に工夫を加えたものである。
さらに研究を進め、3つの電極を持つ、オーディオン管あるいはド・フォレスト管とも呼ばれる真空管を発明した。二極管のカソード（フィラメント）とアノード（プレート）の間に第三の電極であるグリッドを挿入したもので、信号の増幅に使うことができる。これは世界最初の三極管とみなされている（三極管という呼称ができたのは1919年）。1907年に特許を出願し、1908年2月に米国特許番号第879,532号として発効した。
三極管により信号の増幅ができるようになったことで、電子工学の分野が大きく広がった。無線の分野においても、1890年代のニコラ・テスラやグリエルモ・マルコーニの無線通信に関する業績以来、トランジスタが発明される1948年まで、三極管は大陸横断電話通信網、ラジオ、レーダーなどの開発にとって非常に重要な要素となった。最高速の電子スイッチング素子でもあり、トランジスタの実用化以前の最初期のデジタル回路（いわゆる「第1世代」のコンピュータなど）にも使われることになる。
ド・フォレストは試行錯誤の末にこの発明にたどり着いたもので、その動作原理を完全に理解していたわけではない。実際彼が製作したオーディオン管はガス封入管であり、本人は封入したガスがイオン化することで増幅作用を生じていると主張していた。しかし、実際にはほとんど真空だったために機能したことが後に判明している。ゼネラル・エレクトリックに所属していたアメリカ人化学者アーヴィング・ラングミュアが三極管の原理を初めて正しく説明し、大幅な改良を成し遂げた。ウェスタン・エレクトリックのハロルド・アンダーソンも同様の発見をしており、長距離電話中継機にはより高真空が必要だと再設計をした。ただし、ラングミュアもアンダーソンも、後述する再生回路のアームストロング同様に、特許は認められなかった。

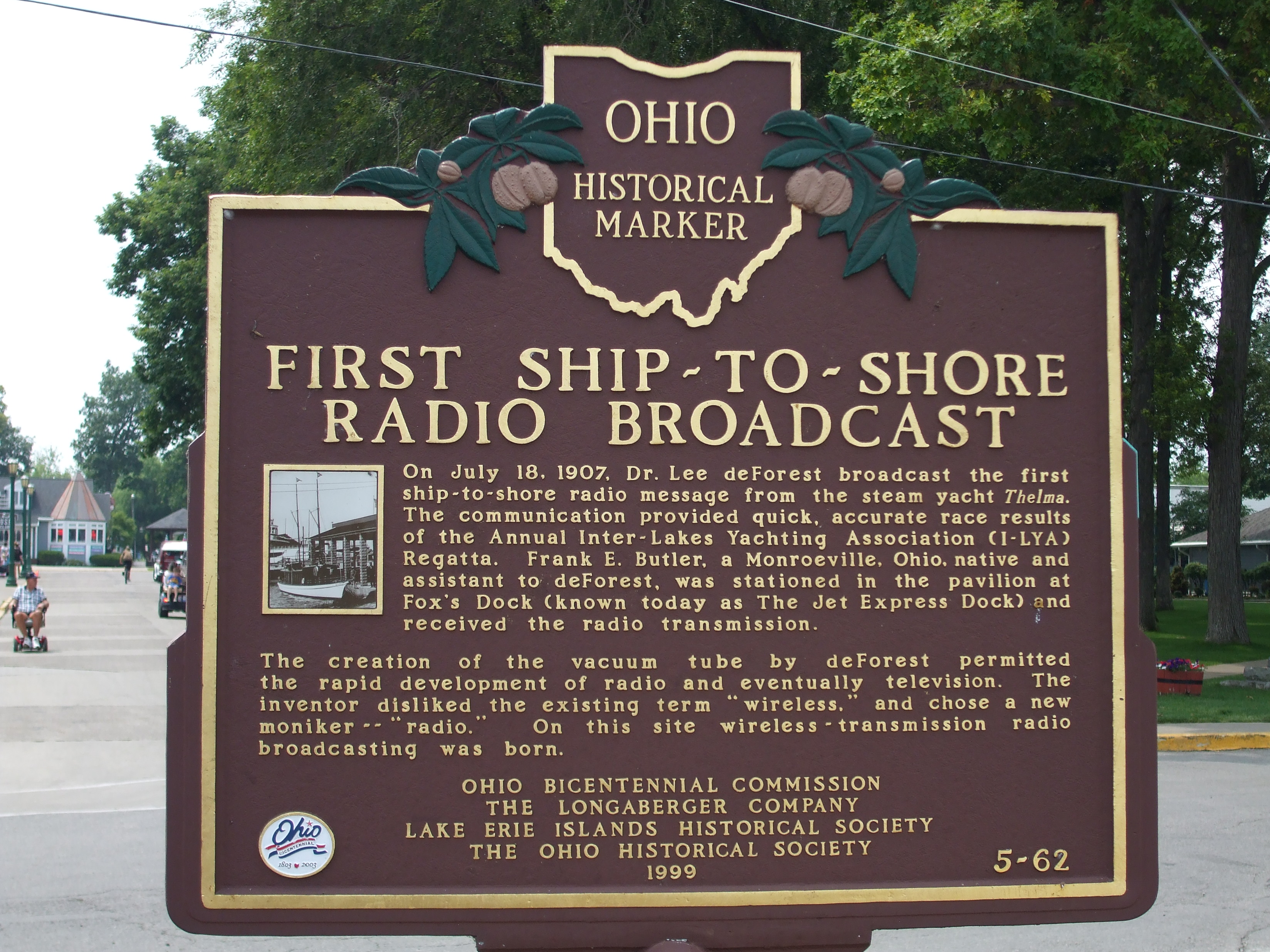
世界初の放送を記念したマーカー

1904年、日露戦争の取材のためタイムズ誌記者が乗船した蒸気船 Haimun にド・フォレストの無線電信用送信機と受信機が設置された。無線電信を報道に使ったのはこれが世界初である。1907年7月18日、ド・フォレストは蒸気船 Thelma で、世界で初めて船から陸に向けての放送を行った。これはヨットレースの結果を速報することを目的としていた。そのメッセージは助手のフランク・E・バトラーがエリー湖上のサウス・ベース島で受信した。"wireless"（無線）という言葉を好まず、代替の新語として "radio"（ラジオ）という言葉を考案した。世界初の公共ラジオ放送を行ったとされている。1910年1月12日に行った最初の実験放送では、オペラ『トスカ』の上演の生音声の一部を放送し、翌日の放送ではイタリア人テノール歌手エンリコ・カルーソーがニューヨークのメトロポリタン歌劇場で行った舞台の音声を放送した。

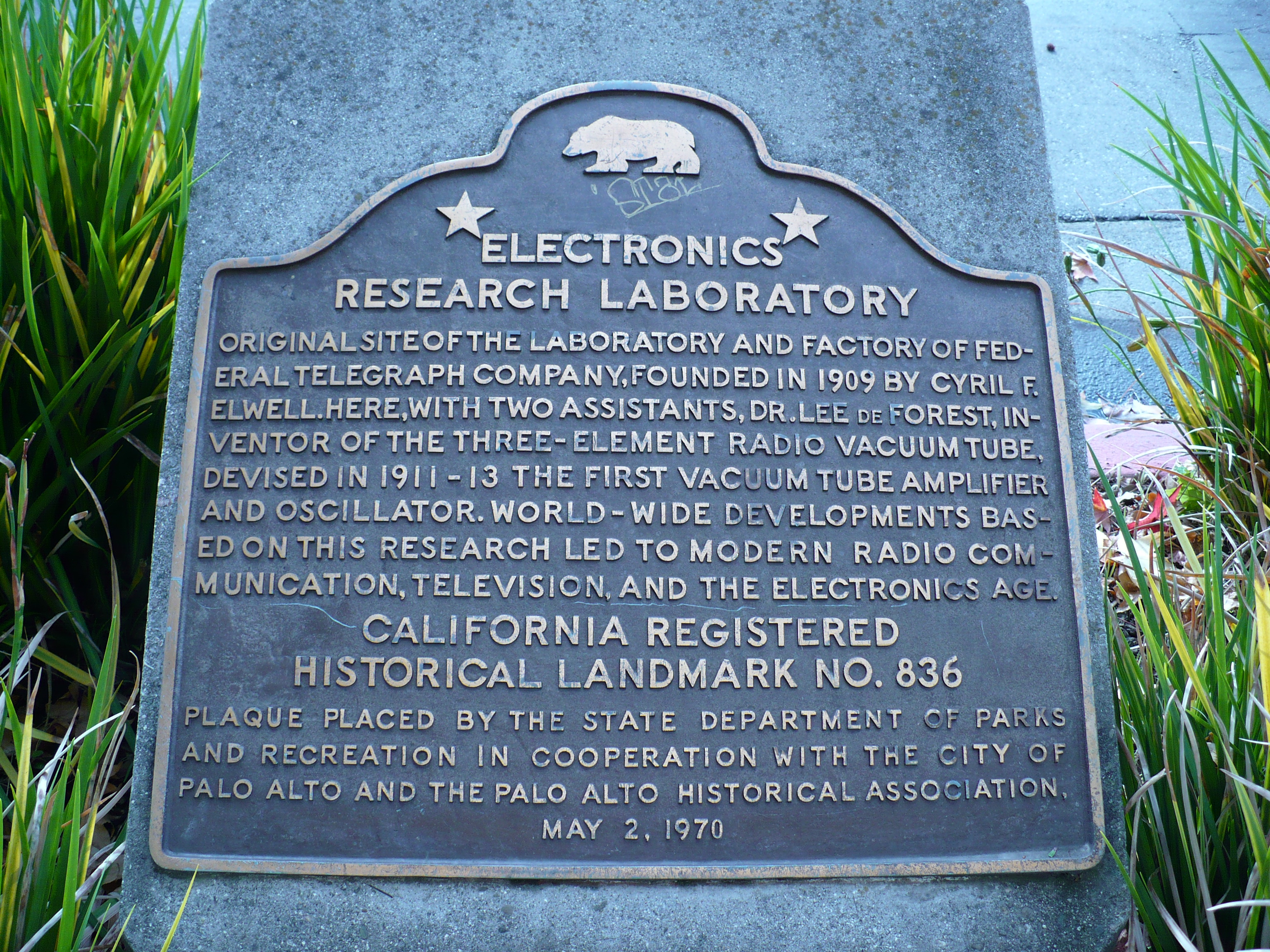
カリフォルニアの史跡 No. 836（Federal Telegraph Company の研究所があった場所を示している）

1910年にサンフランシスコに移り、Federal Telegraph Company で働き始め、1912年に世界初のラジオ送受信機の開発を開始した。同社のエレクトロニクス研究所はパロアルトにあった。ここでラジオ用三極管を開発した。

### 電子楽器の発明
1915年にアメリカ合衆国特許第 1,543,990号を出願した。これはテルミンよりも数年早く世界初の電子楽器とされる。

## 壮年期
1913年、出資者に詐欺で訴えられたが、無罪となった。この弁護費用でほとんど破産状態となったため、三極管の特許を5万ドルという安い価格でAT&Tに売却することになった。
1916年にある特許を出願した。1914年に再生回路（増幅回路の出力の一部を入力に戻して同調回路の性能を向上させる回路）の特許を出願していたエドウィン・アームストロング（正確にはその特許を譲渡されたRCA）は、ド・フォレストが特許侵害しているとして（正確にはド・フォレストが特許を売却したAT&Tを）訴えた。この裁判は12年も続き、最終的には1926年に合衆国最高裁判所に持ち込まれた。最高裁ではド・フォレスト側が勝ったが、後世の歴史家の多くはこの判決は間違いだったとしている。

### ラジオの先駆者
1916年、ニューヨークの実験ラジオ局 2XG を立ち上げ、世界初のラジオ広告を放送した（自身の製品のCM）。また、同年11月にはチャールズ・エヴァンズ・ヒューズとウッドロウ・ウィルソンが争った大統領選挙のレポートを初めてラジオで放送した。数ヵ月後、送信機をニューヨークのハイブリッジに移した。商務省からラジオ実験局のライセンスを得ていたが、1917年4月に第一次世界大戦が始まると全てのラジオ放送が禁止された。1920年4月から1921年11月まで、サンフランシスコのカリフォルニア劇場に設置した送信機でラジオ実験局 6XC の放送を行った。1921年末にはオークランドにその設備を移し、ラジオ局 KZY とした。
1920年11月の大統領選でもラジオでの速報を放送した。ラジオ放送ではほとんど利益を得られなかった。

### サウンド・オン・フィルム方式（フォノフィルム）
1919年、サウンド・オン・フィルム方式のトーキーの特許を出願。これはフィンランドの発明家 Eric Tigerstedt の方式を改良したもので、フォノフィルムと名付けた。フォノフィルムはフィルムの端に明暗のある線で音を記録するもので、可変密度方式と呼ばれるものであり、その後主流となった可変領域方式とは異なる。マイクロフォンで電気信号に変換された音声信号を写真のようにフィルムに焼き付けるものであり、映画の映写時にその線から音を再生する。撮影時に同時に記録すれば音と映像の同期が容易であり、演劇、演説、ミュージカルなどの記録に使われた。1922年11月、ニューヨークに De Forest Phonofilm Company を創業したが、ハリウッドの映画スタジオからは無視された。
18本の短編映画をフォノフィルム方式で製作し、1923年4月15日にニューヨークのリボリ劇場で上映した。映画館はハリウッドの制御下にあったため、個別の劇場でしか上映できなかった。内容は短いボードヴィル劇であり、ハリウッドのスタジオにはほとんどアピールできなかった。1924年にはフライシャー・スタジオがフォノフィルムを使ったアニメーション映画ソング・カー・テューンシリーズを製作、全38作品内19作品にこの方式が使われ、1924年公開の『おお、メイベル』で映像と音が一致し、1926年公開の『なつかしいケンタッキーの我が家』で音とセリフが完全にシンクロした。Freeman Harrison Owens と Theodore Case と共にフォノフィルムを改良していった。しかし、後に2人ともド・フォレストと仲違いし、Owens とは訴訟に発展している。フォックス・フィルムのウィリアム・フォックスにフォノフィルムを売り込もうとしたが、仲違いした Case がフォックスに移籍して開発したムービートーンというシステムが完成しつつあった。1926年9月に Phonofilm Company は倒産。その少し前にワーナー・ブラザースのヴァイタフォン（サウンド・オン・ディスク方式）の長編映画『ドン・ファン』が公開された。
1927年以降ハリウッドではサウンド・オン・フィルム方式（フォックスのムービートーンとRCAのRCAフォトフォン）が使われ始めた。一方で映画館チェーンのオーナー M. B. Schlesinger がイギリスでのフォノフィルムの使用権を取得し、1926年9月から1929年5月までイギリス各地のミュージックホールでフォノフィルム方式の短編映画を上映した。フォノフィルム方式で製作された短編映画は200本以上あり、その多くはアメリカ議会図書館および英国映画協会が収蔵している。

## 晩年と死
1931年、所有するラジオ製造工場の1つをRCAに売却した。1934年、エドウィン・アームストロングとの訴訟で勝利を勝ち取った。しかし産業界はその判決に合意せず、ド・フォレストは悪者にされた。
1940年、全米放送事業者協会にラジオ放送の質の低さを糾弾する公開書簡を送った。
1957年5月22日、This Is Your Life というテレビ番組にゲスト出演し「ラジオの父にして、テレビの祖父」と紹介された。この番組や1940年の公開書簡の件は、1991年にPBSで放送されたドキュメンタリー番組 Empire of the Air: The Men Who Made Radio で紹介されている。このドキュメンタリーはド・フォレストを批判的に描いている。
1957年に Father of Radio と題した自伝を書いたが、1年後に心臓発作を起こし、その後はほとんど寝たきりとなった。1961年7月1日、87歳で亡くなった。死亡時のド・フォレストにはほとんど蓄えがなく、銀行の残高は1,250ドルだった。

## 受賞・栄誉
1922年に「三極管の発明とラジオ発展への貢献」に対してIRE栄誉賞（IEEE栄誉賞の前身）を受賞。1923年にはFranklin Institute のエリオット・クレッソン・メダルを受賞。1946年にはエジソンメダルを受賞。また、IEEEはリー・ド・フォレスト・メダルという賞を創設している。
デブライ大学はかつては DeForest Training School という名称で、創設者がド・フォレストの友人だった。
ド・フォレストのフォノフィルムは成功しなかったが、結局類似のサウンドトラック方式が業界標準となったことから、1960年のアカデミー賞を授与され、ハリウッド・ウォーク・オブ・フェームに名が刻まれた。

## 政治姿勢
ド・フォレストは共和党保守派であり、共産主義とファシズムには断固として反対の立場だった。世界恐慌の最中に行われた1932年の大統領選ではフランクリン・ルーズベルトに投票したが、後にその政策に憤慨し、ルーズベルトをファシスト呼ばわりしている。1949年には全国会議員に共産主義的政策（医療保険制度、補助金制度、超過利益税など）に反対票を投じるよう主張する手紙を送った。1952年には副大統領リチャード・ニクソンに政府機関内にいる共産主義者を全員追い出すことを提案する手紙を送った。1953年12月には、The Nation 誌（現在は明確に左翼系雑誌とされている）が徐々に共産主義に擦り寄っているとして購読をやめた。

## 予言
ド・フォレストは様々な予言をしており、当たらなかったものも当たったもの（例えばマイクロ波が通信や調理に使われるという予言）もある。
- 「マイクロ波の領域では、1つのチャンネルを複数の番組が共有できるような通信方式が工夫されると予測する（中略）マイクロ波はキッチンで瞬間的に焼いたり加熱したりするのに使われるだろう」 - 1952年[16]
- 「理論的にも技術的にもテレビは実現可能かもしれないが、商業的・経済的には不可能だ」 - 1926年[17]
- 「月や火星に行く宇宙船は実現しない。人類は地球の大気の中で生きるしかない！」 - 1952年[16]
- 「三極管の強力なライバルとしてベル研究所が開発したトランジスタは、増幅能力が高く、麦粒ほどに小さく、安価である。しかし動作周波数が限られており、オーディオン管増幅器を全て代替することはできないだろう」 - 1952年[16]

## 私生活
ド・フォレストは4回結婚している。1906年2月、ルシル・シェアドンと結婚。彼は彼女の家に受信機を置いて無線でラブコールを送ったので、新聞は「無線でプロポーズされた初めての花嫁」と大きく取り上げた。しかしルシルは夫の研究にはまったく理解を示さず、夫婦生活を拒み、ついには裕福な醸造家との交際が発覚し、離婚。結婚期間は1年にも満たなかった。1907年2月にはノラという女性と再婚する。新婚旅行中、ド・フォレストはエッフェル塔から640kmも離れた群衆に向けて音楽を流し、新聞の見出しを大きく飾った。しかし娘ハリエットの誕生後の1911年に離婚。1912年12月にはメアリーという女性と結婚。1919年に娘ディーナが生まれたことが国勢調査の記録から判明しているが、結局どういう経緯でこの結婚が終わったのかは定かでない。1930年にはマリー・モスクィーニというサイレント映画女優だった女性と結婚し、ド・フォレストが亡くなる1961年まで添い遂げた。

## 主な特許
- アメリカ合衆国特許第 0,824,637号 "Oscillation Responsive Device"（二極真空管による電波検出器）, 1906年1月出願、1906年6月発効。
- アメリカ合衆国特許第 0,879,532号 "Space Telegraphy"（三極真空管による電波検出器）, 1907年1月出願、1908年2月18日発効。